# Tastermotten
De tastermotten (Gelechiidae) of palpmotten zijn een familie van vlinders uit de superfamilie Gelechioidea. Het is met ruim 4600 beschreven soorten in 500 geslachten een van de grootste families van vlinders. Hiervan komen 1500 soorten voor in het Palearctisch gebied;, in het Nearctisch gebied zijn een 630 soorten beschreven. Ook in het Midden-Oosten, Ethiopië en het Neotropisch gebied komen veel soorten voor. In Australië zijn 444 soorten beschreven. Er moet nog veel werk verzet worden op het gebied van beschrijving en inventarisatie van soorten; geschat wordt dat slechts 30% van de soorten in het Nearctisch gebied beschreven is. In Nederland komen 148 soorten voor.

## Kenmerken
De vleugels zijn trapeziumvormig. Veel soorten zijn klein, de familie wordt tot de microlepidoptera gerekend.
Sommige soorten kunnen alleen op naam gebracht worden door de genitaliën te onderzoeken.
De rupsen hebben een zeer uiteenlopend voedingsgedrag. Ze leven op zeer uiteenlopende plaatsen, sommigen mineren in bladeren, andere leven op de bladeren of eten van mossen. Sommige soorten zijn schadelijk voor de landbouw.

## Systematische positie
De tastermotten werden in 1854 het eerst als familie benoemd door Henry Tibbats Stainton. Hij hanteerde de naam Gelechidae. Die naam werd later gecorrigeerd naar Gelechiidae omdat de stam van de naam van het typegeslacht Gelechia op een -i eindigt, en daar voor de familienaam de uitgang -idae achter wordt geplaatst.
Edward Meyrick verdeelde de familie in 1925 in negen geslachtengroepen, zonder die namen te geven. Sommige hiervan hebben later de status van onderfamilie gekregen, andere zijn later als aparte familie afgesplitst. Hij onderscheidde 1, het Apatetris-type, 2, het Aristotelia-type, 3, het Gelechia-type, 4, het Anacampsis-type, 5, het Protolechia-type, 6, het Chelaria-type, 7, het Dichomeris-type, 8, het Lecithocera-type (nu Lecithoceridae), en 9, het Autosticha-type (nu Autostichidae).
Ronald W. Hodges onderscheidde bij zijn analyse in 1998 4 onderfamilies: Dichomeridinae, Gelechiinae, Pexicopiinae en Physoptilinae.
In 2013 onderscheidden Karsholt et al. op basis van moleculair werk 7 onderfamilies: Anacampsinae, Anomologinae, Apatetrinae, Dichomeridinae, Gelechiinae, Physoptilinae and Thiotrichinae.

## In Nederland waargenomen soorten
- Genus: Acompsia
  - Acompsia cinerella - (Fluweelpalpmot)
  - Acompsia schmidtiellus - (Limburgse fluweelpalpmot)
- Genus: Altenia
  - Altenia scriptella - (Aakpalpmot)
- Genus: Anacampsis
  - Anacampsis blattariella - (Spikkelpalpmot)
  - Anacampsis populella - (Populierenspikkelpalpmot)
  - Anacampsis temerella - (Wilgspikkelpalpmot)
- Genus: Anarsia
  - Anarsia innoxiella - (Esdoornscheutboorder)
  - Anarsia lineatella - (Perzikscheutboorder)
  - Anarsia spartiella - (Bremscheutboorder)
- Genus: Apodia
  - Apodia bifractella - (Heelblaadjespalpmot)
- Genus: Aproaerema
  - Aproaerema anthyllidella - (Wondklaverpalpmot)
- Genus: Argolamprotes
  - Argolamprotes micella - (Frambozenpalpmot)
- Genus: Aristotelia
  - Aristotelia brizella - (Kwelderpistoolmot)
  - Aristotelia ericinella - (Heidepistoolmot)
  - Aristotelia subdecurtella - (Pistoolmot)
- Genus: Aroga
  - Aroga velocella - (Zuringpalpmot)
- Genus: Athrips
  - Athrips mouffetella - (Kamperfoeliepalpmot)
  - Athrips pruinosella - (Waddenpalpmot)
- Genus: Atremaea
  - Atremaea lonchoptera - (Lisdoddepalpmot)
- Genus: Brachmia
  - Brachmia blandella - (Puntvleugelpalpmot)
  - Brachmia dimidiella - (Vossenkopmot)
  - Brachmia inornatella - (Poeltjespalpmot)
- Genus: Bryotropha
  - Bryotropha affinis - (Geelwitte mospalpmot)
  - Bryotropha basaltinella - (Grootvlekmospalpmot)
  - Bryotropha desertella - (Bruine mospalpmot)
  - Bryotropha domestica - (Mospalpmot)
  - Bryotropha galbanella - (Gevlekte mospalpmot)
  - Bryotropha senectella - (Donkere mospalpmot)
  - Bryotropha similis - (Witte mospalpmot)
  - Bryotropha terrella - (Oranje mospalpmot)
  - Bryotropha umbrosella - (Variabele mospalpmot)
- Genus: Carpatolechia
  - Carpatolechia aenigma - (Sobere smalpalpmot)
  - Carpatolechia alburnella - (Satijnsmalpalpmot)
  - Carpatolechia decorella - (Schouderstreepmot)
  - Carpatolechia fugacella - (Variabele smalpalpmot)
  - Carpatolechia fugitivella - (Gelijnde smalpalpmot of Streepsmalpalpmot)
  - Carpatolechia notatella - (Lichte smalpalpmot)
  - Carpatolechia proximella - (Smalpalpmot)
- Genus: Caryocolum
  - Caryocolum alsinella - (Gewone kustmot)
  - Caryocolum blandella - (Zwartvlerkkustmot of Grote kustmot)
  - Caryocolum blandulella - (Lichte kustmot)
  - Caryocolum cauligenella - (Silenekustmot)
  - Caryocolum fischerella - (Zeepje)
  - Caryocolum fraternella - (Bruine kustmot)
  - Caryocolum kroesmanniella - (Gevlekte kustmot)
  - Caryocolum marmoreum - (Oranje kustmot)
  - Caryocolum proximum - (Grijze kustmot)
  - Caryocolum tricolorella - (Driekleurige kustmot)
- Genus: Chionodes
  - Chionodes continuella - (Witkoppalpmot)
  - Chionodes distinctella - (Bruine witkoppalpmot)
  - Chionodes electella - (Gevlekte witkoppalpmot)
  - Chionodes fumatella - (Witschubbige palpmot)
  - Chionodes tragicella - (Mistpalpmot)
- Genus: Chrysoesthia
  - Chrysoesthia drurella - (Gloriemot)
  - Chrysoesthia sexguttella - (Zesvleksmot)
- Genus: Cosmardia
  - Cosmardia moritzella - (Bonte muurpalpmot)
- Genus: Dactylotula
  - Dactylotula kinkerella - (Helmpalpmot)
- Genus: Dichomeris
  - Dichomeris alacella - (Venstervlekmot)
  - Dichomeris derasella - (Sleedoornpalpmot)
  - Dichomeris marginella - (Jeneverbesmot)
  - Dichomeris ustalella - (Roestkleurige palpmot)
  - Dichomeris picrocarpa - (Zwartzoompalpmot)
- Genus: Eulamprotes
  - Eulamprotes atrella - (Geeltandboegsprietmot)
  - Eulamprotes immaculatella - (Grijstandboegsprietmot)
  - Eulamprotes superbella - (Smalle zilverbandboegsprietmot)
  - Eulamprotes unicolorella - (Purpertandboegsprietmot)
  - Eulamprotes wilkella - (Zilverbandpalpmot)
- Genus: Exoteleia
  - Exoteleia dodecella - (Dennenlotmot)
- Genus: Gelechia
  - Gelechia hippophaella - (Duindoornpalpmot)
  - Gelechia muscosella - (Donkere haakpalpmot)
  - Gelechia nigra - (Zwarte palpmot)
  - Gelechia rhombella - (Zwartlapmot)
  - Gelechia rhombelliformis - (Harpoenpalpmot)
  - Gelechia sabinellus - (Jeneverbeshaakpalpmot)
  - Gelechia scotinella - (Sleedoornhaakpalpmot)
  - Gelechia senticetella - (Zwarte haakpalpmot)
  - Gelechia sororculella - (Haakpalpmot)
  - Gelechia turpella - (Loodgrijze haakpalpmot)
- Genus: Gnorimoschema
  - Gnorimoschema herbichii - (Schemamot)
  - Gnorimoschema streliciella - (Donkere schemamot)
- Genus: Helcystogramma
  - Helcystogramma lutatella - (Lichte rietpalpmot)
  - Helcystogramma rufescens - (Rietpalpmot)
- Genus: Hypatima
  - Hypatima rhomboidella - (Zandlopermot)
- Genus: Isophrictis
  - Isophrictis anthemidella - (Scherpe streepbandmot)
  - Isophrictis striatella - (Streepbandmot)
- Genus: Metzneria
  - Metzneria aestivella - (Driedistelpalpmot)
  - Metzneria aprilella - (Karmozijnrode distelpalpmot)
  - Metzneria lappella - (Klispalpmot)
  - Metzneria metzneriella - (Knoopkruidpalpmot)
- Genus: Mirificarma
  - Mirificarma eburnella - (Vuurpalpmot)
  - Mirificarma interrupta - (Streephoutmot)
  - Mirificarma lentiginosella - (Witpootpalpmot)
  - Mirificarma mulinella - (Bremkwastje)
- Genus: Monochroa
  - Monochroa arundinetella - (Lichte boegsprietmot)
  - Monochroa conspersella - (Witvlekboegsprietmot)
  - Monochroa cytisella - (Varenboegsprietmot)
  - Monochroa divisella - (Donkere boegsprietmot)
  - Monochroa elongella - (Zandplaatboegsprietmot)
  - Monochroa ferrea - (Zeggeboegsprietmot)
  - Monochroa hornigi - (Duizendknoopboegsprietmot)
  - Monochroa lucidella - (Geelbandboegsprietmot)
  - Monochroa lutulentella - (Spireaboegsprietmot)
  - Monochroa moyses - (Zeeuwse boegsprietmot)
  - Monochroa palustrellus - (Gestreepte boegsprietmot)
  - Monochroa suffusella - (Tweevleksboegsprietmot)
  - Monochroa tenebrella - (Olijfkleurige boegsprietmot)
  - Monochroa tetragonella - (Zwartvlekboegsprietmot)
- Genus: Neofaculta
  - Neofaculta ericetella - (Heidepalpmot)
  - Neofaculta infernella - (Bosbespalpmot)
- Genus: Neofriseria
  - Neofriseria peliella - (Donkere gazonpalpmot of Donkere zuringpalpmot)
  - Neofriseria singula - (Lichte gazonpalpmot of Lichte zuringpalpmot)
- Genus: Nothris
  - Nothris verbascella - (Zwartpootmot)
- Genus: Parachronistis
  - Parachronistis albiceps - (Zebramot)
- Genus: Pexicopia
  - Pexicopia malvella - (Heemstzaadmot)
- Genus: Phthorimaea
  - Phthorimaea operculella - (Aardappelmot)
- Genus: Platyedra
  - Platyedra subcinerea - (Kaasjeskruidmot)
- Genus: Prolita
  - Prolita sexpunctella - (Brede zesvlekpalpmot)
  - Prolita solutella - (Zesvlekpalpmot)
- Genus: Pseudotelphusa
  - Pseudotelphusa paripunctella - (Stipjespalpmot)
  - Pseudotelphusa scalella - (Pronkpalpmot)
- Genus: Psoricoptera
  - Psoricoptera gibbosella - (Eikenborsteltje)
- Genus: Ptocheuusa
  - Ptocheuusa paupella - (Alantpalpmot)
- Genus: Recurvaria
  - Recurvaria leucatella - (Gordelpalpmot)
  - Recurvaria nanella - (Fruitpalpmot)
- Genus: Scrobipalpa
  - Scrobipalpa acuminatella - (Distelzandvleugeltje)
  - Scrobipalpa artemisiella - (Tijmzandvleugeltje)
  - Scrobipalpa atriplicella - (Ganzenvoetzandvleugeltje)
  - Scrobipalpa costella - (Vlekzandvleugeltje)
  - Scrobipalpa instabilella - (Variabel zandvleugeltje)
  - Scrobipalpa nitentella - (Kwelderzandvleugeltje)
  - Scrobipalpa obsoletella - (Meldezandvleugeltje)
  - Scrobipalpa ocellatella - (Bietzandvleugeltje)
  - Scrobipalpa proclivella - (Grijs zandvleugeltje)
  - Scrobipalpa salinella - (Zeekraalzandvleugeltje)
  - Scrobipalpa samadensis - (Schorzandvleugeltje)
- Genus: Scrobipalpula
  - Scrobipalpula tussilaginis - (Hoefbladpalpmot)
- Genus: Sitotroga
  - Sitotroga cerealella - (Graanmot)
- Genus: Sophronia
  - Sophronia semicostella - (Bruine zoompalpmot)
- Genus: Stenolechia
  - Stenolechia gemmella - (Eikenpalpmot)
- Genus: Stenolechiodes
  - Stenolechiodes pseudogemmellus - (Vroege eikenpalpmot)
- Genus: Syncopacma
  - Syncopacma albipalpella - (Zuidelijke bandpalpmot)
  - Syncopacma captivella - (Grote bandpalpmot)
  - Syncopacma cinctella - (Vale bandpalpmot)
  - Syncopacma larseniella - (Bandpalpmot)
  - Syncopacma ochrofasciella - (Hokjespeulbandpalpmot)
  - Syncopacma taeniolella - (Brede bandpalpmot)
  - Syncopacma vinella - (Fraaie bandpalpmot)
- Genus: Teleiodes
  - Teleiodes flavimaculella - (Donkere maanpalpmot)
  - Teleiodes luculella - (Maanpalpmot)
  - Teleiodes saltuum - (Korrelpalpmot)
  - Teleiodes vulgella - (Gammapalpmot)
  - Teleiodes wagae - (Lichte korrelpalpmot)
- Genus: Teleiopsis
  - Teleiopsis diffinis - (Fraaie korrelpalpmot)
- Genus: Thiotricha
  - Thiotricha subocellea - (Kustoogje)
- Genus: Tuta
  - Tuta absoluta - (Tomaatmineermot)
- Genus: Xenolechia
  - Xenolechia aethiops - (Dopheidezwerfmot)

## Geslachten
(Indicatie van aantallen soorten per geslacht tussen haakjes)
- Acanthophila Heinemann, 1870 (17)
- Acompsia Hübner, 1825 (13)
- Acraeologa  (3)
- Acribologa  (1)
- Acrophiletis  (1)
- Acutitornus  (5)
- Adelomorpha  (1)
- Adoxotricha  (1)
- Adullamitis  (1)
- Aeolotrocha  (4)
- Aerotypia  (1)
- Afrotelphusa  (1)
- Agathactis  (1)
- Agnippe  (6)
- Agonochaetia  (5)
- Alsodryas  (3)
- Altenia  (6)
- Allophlebia  (1)
- Allotelphusa  (1)
- Amblypalpis  (2)
- Amblyphylla  (1)
- Amphigenes  (1)
- Amphitrias  (1)
- Anacampsis  (82)
- Anapatetris  (1)
- Anaptilora  (7)
- Anarsia  (89)
- Anasphaltis  (1)
- Anastomopteryx  (1)
- Anastreblotis  (1)
- Anathyrsotis  (1)
- Angustialata  (1)
- Angustiphylla  (1)
- Anisoplaca  (6)
- Anomologa  (2)
- Anomoxena  (1)
- Anthinora  (1)
- Anthistarcha  (2)
- Antithyra  (1)
- Apatetris  (42)
- Aphanostola  (3)
- Aphnogenes  (1)
- Apocritica  (1)
- Apodia  (2)
- Aponoea  (2)
- Apotactis  (2)
- Apothetoeca  (1)
- Apotistatus  (1)
- Aproaerema  (5)
- Araeophalla  (1)
- Araeophylla  (7)
- Araeovalva  (2)
- Aregha  (1)
- Argolamprotes  (2)
- Argophara  (1)
- Argyrolacia  (1)
- Aristotelia Hübner, 1825 (130)
- Arla  (2)
- Aroga  (29)
- Arogalea  (8)
- Arotromima  (1)
- Asapharcha  (2)
- Aspades  (3)
- Athrips  (58)
- Atremaea  (1)
- Aulidiotis  (2)
- Australiopalpa  (3)
- Autodectis  (1)
- Axyrostola  (1)
- Bactropaltis  (1)
- Bagdadia  (2)
- Barticeja  (1)
- Baryzancla  (2)
- Batenia  (1)
- Battaristis  (28)
- Belovalva  (1)
- Beltheca  (2)
- Benguelasa  (2)
- Besciva  (1)
- Bilobata  (3)
- Blastovalva  (3)
- Brachmia  (103)
- Bryotropha  (50)
- Bucolarcha  (1)
- Calliphylla  (2)
- Calliprora  (11)
- Canthonistis  (2)
- Capnosema  (1)
- Carpatolechia  (14)
- Cartericella  (1)
- Caryocolum  (81)
- Catalexis  (1)
- Catameces  (1)
- Catatinagma  (2)
- Catelaphris  (1)
- Cathegesis  (3)
- Caulastrocecis  (6)
- Cerofrontia  (1)
- Clepsimacha  (1)
- Clepsimorpha  (1)
- Clistothyris  (5)
- Cnaphostola  (1)
- Coconympha  (1)
- Coleostoma  (1)
- Coleotechnites  (52)
- Colonanthes  (1)
- Coloptilia  (1)
- Commatica  (22)
- Compsolechia  (113)
- Compsosaris  (2)
- Coniogyra  (1)
- Coproptilia  (1)
- Copticostola  (1)
- Corynaea  (1)
- Cosmardia  (1)
- Coudia  (1)
- Coydalla  (1)
- Crambodoxa  (1)
- Crasimorpha  (2)
- Craspedotis  (4)
- Crossobela  (1)
- Crypsimaga  (1)
- Curvisignella  (1)
- Cymatoplicella  (2)
- Cymotricha  (2)
- Chalcomima  (1)
- Chaliniastis  (1)
- Charistica  (9)
- Chelophoba  (1)
- Chilopselaphus  (7)
- Chionodes  (116)
- Chlorolychnis  (1)
- Chorivalva  (3)
- Chretienella  (1)
- Chrysoesthia  (20)
- Chthonogenes  (1)
- Dactylethrella  (10)
- Dactylotula  (2)
- Daemonarcha  (6)
- Daltopora  (1)
- Darlia  (1)
- Decatopseustis  (2)
- Deltolophos  (1)
- Deltophora  (21)
- Deoclona  (4)
- Diastaltica  (1)
- Dicranucha  (10)
- Dichomeris Hübner, 1818 (555)
- Diprotochaeta  (1)
- Dirhinosia  (5)
- Dissoptila  (5)
- Dolerotricha  (1)
- Dorycnopa  (5)
- Drepanoterma  (1)
- Elasiprora  (1)
- Emmetrophysis  (1)
- Empalactis  (1)
- Empedaula  (3)
- Encentrotis  (1)
- Encolapta  (1)
- Encolpotis  (3)
- Enchrysa  (1)
- Ephelictis  (2)
- Ephysteris  (56)
- Epibrontis  (2)
- Epicharta  (1)
- Epidola  (7)
- Epilechia  (1)
- Epimesophleps  (2)
- Epimimastis  (6)
- Epiparasia  (2)
- Eporgastis  (4)
- Ereboscaeas  (1)
- Erikssonella  (2)
- Eristhenodes  (1)
- Erythriastis  (2)
- Ethirostoma  (2)
- Ethmiopsis  (1)
- Eudactylota  (5)
- Euhomalocera  (1)
- Eulamprotes  (16)
- Eunebristis  (5)
- Eunomarcha  (2)
- Euryctista  (1)
- Eurysacca  (21)
- Eustalodes  (2)
- Euzonomacha  (1)
- Evippe  (17)
- Exceptia  (2)
- Excommatica  (1)
- Exoteleia  (10)
- Faculta  (2)
- Fascista  (3)
- Ficulea  (1)
- Filatima  (75)
- Filisignella  (1)
- Flexiptera  (1)
- Fortinea  (1)
- Friseria  (10)
- Frumenta  (2)
- Furcaphora  (1)
- Galtica  (1)
- Gambrostola  (1)
- Gelechia  (152)
- Geniadophora  (1)
- Gibbosa  (1)
- Gladiovalva  (4)
- Glauce  (1)
- Glycerophthora  (1)
- Gnorimoschema  (64)
- Gobipalpa  (1)
- Gonaepa  (4)
- Grandipalpa  (1)
- Hapalonoma  (2)
- Hapalosaris  (1)
- Haplochela  (2)
- Haplovalva  (1)
- Harmatitis  (1)
- Harpagidia  (5)
- Hedma  (7)
- Helcystogramma Zeller, 1877 (96)
- Hemiarcha  (9)
- Heterozancla  (1)
- Hierangela  (2)
- Holaxyra  (3)
- Holcophora  (1)
- Holcophoroides  (1)
- Holophysis  (9)
- Homoshelas  (1)
- Homotima  (1)
- Horridovalva  (2)
- Hyodectis  (1)
- Hypatima  (113)
- Hyperecta  (3)
- Hypocecis  (1)
- Idiophantis  (23)
- Ilseopsis  (1)
- Iochares  (2)
- Ischnocraspedus  (1)
- Ischnophenax  (1)
- Ischnophylla  (1)
- Isembola  (1)
- Isochasta  (20)
- Isophrictis  (30)
- Istrianis  (13)
- Iulota  (6)
- Ivanauskiella  (2)
- Iwaruna  (5)
- Karwandania  (1)
- Keiferia  (9)
- Khoisa  (4)
- Kiwaia  (31)
- Klimeschiopsis  (4)
- Lacistodes  (3)
- Lacharissa  (1)
- Lachnostola  (1)
- Lanceopenna  (3)
- Lanceoptera  (1)
- Larcophora  (1)
- Laris  (3)
- Lasiarchis  (2)
- Latrologa  (1)
- Leistogenes  (1)
- Leptogeneia  (1)
- Leucogoniella  (3)

- Leuronoma  (11)
- Leuropalpa  (1)
- Leurozancla  (1)
- Lexiarcha  (1)
- Limenarchis  (2)
- Lixodessa  (4)
- Locharcha  (1)
- Logisis  (1)
- Lophaeola  (1)
- Lutilabria  (4)
- Lysipatha  (2)
- Macracaena  (1)
- Macrenches  (2)
- Macrocalcara  (2)
- Machlotricha  (2)
- Magonympha  (1)
- Megacraspedus  (73)
- Melitoxestis  (1)
- Melitoxoides  (4)
- Menecratistis  (1)
- Meridorma  (1)
- Merimnetria  (18)
- Mesophleps  (37)
- Metabolaea  (1)
- Metanarsia  (6)
- Metaplatyntis  (1)
- Metatactis  (1)
- Meteoristis  (1)
- Metopios  (1)
- Metopleura  (1)
- Metzneria  (48)
- Microcraspedus  (4)
- Microlechia  (4)
- Mirificarma  (24)
- Mniophaga  (1)
- Molopostola  (2)
- Mometa  (7)
- Monochroa  (62)
- Musurga  (1)
- Myconita  (2)
- Naera  (1)
- Namatetris  (1)
- Nealyda  (10)
- Neodactylota  (4)
- Neofaculta  (4)
- Neofriseria  (8)
- Neolechia  (1)
- Neopachnistis  (7)
- Neopalpa  (1)
- Neopatetris  (1)
- Neotelphusa  (23)
- Nothris  (10)
- Octonodula  (2)
- Ochmastis  (1)
- Ochrodia  (2)
- Oecocecis  (1)
- Oestomorpha  (1)
- Oncerozancla  (1)
- Onebala  (6)
- Ophiolechia  (14)
- Organitis  (2)
- Ornativalva  (50)
- Orthoptila  (1)
- Oxycryptis  (1)
- Oxylechia  (1)
- Oxypteryx  (1)
- Pachygeneia  (1)
- Palintropa  (2)
- Paltoloma  (1)
- Palumbina  (13)
- Pancoenia  (3)
- Panicotricha  (1)
- Parabola  (1)
- Parabrachmia  (2)
- Parachronistis  (3)
- Paralida  (1)
- Paranarsia  (1)
- Parapodia  (1)
- Parapsectris  (27)
- Paraschema  (1)
- Paraselotis  (1)
- Parastega  (4)
- Parastenolechia  (3)
- Paratelphusa  (2)
- Parathectis  (2)
- Parelectroides  (6)
- Paristhmia  (1)
- Pauroneura  (1)
- Pavolechia  (1)
- Pectinophora  (4)
- Pelocnistis  (1)
- Perioristica  (1)
- Pessograptis  (3)
- Petalostomella  (1)
- Peucoteles  (1)
- Pexicopia  (19)
- Phaeotypa  (1)
- Phanerophalla  (1)
- Pharangitis  (1)
- Phloeocecis  (1)
- Phloeograptis  (3)
- Phobetica  (1)
- Photodotis  (6)
- Phricogenes  (1)
- Phrixocrita  (1)
- Phthoracma  (1)
- Phthorimaea  (17)
- Phylopatris  (1)
- Physoptila  (3)
- Picroptera  (2)
- Pilocrates  (1)
- Piskunovia  (1)
- Pithanurga  (1)
- Pityocona  (3)
- Platyedra  (4)
- Platymacha  (1)
- Platyphalla  (1)
- Plectrocosma  (1)
- Pogochaetia  (1)
- Polyhymno  (43)
- Porpodryas  (1)
- Pragmatodes  (1)
- Prasodryas  (3)
- Proadamas  (1)
- Procharista  (1)
- Prodosiarcha  (4)
- Prolita  (22)
- Promolopica  (1)
- Proselotis  (4)
- Prosodarma  (1)
- Prostomeus  (1)
- Proteodoxa  (1)
- Protolechia  (137)
- Protoparachronistis  (3)
- Psamathocrita  (6)
- Pseudarla  (1)
- Pseudathrips  (5)
- Pseudochelaria  (5)
- Pseudosophronia  (3)
- Pseudosymmoca  (1)
- Pseudotelphusa  (31)
- Psoricoptera  (3)
- Ptilothyris  (12)
- Ptocheuusa  (13)
- Ptycerata  (1)
- Ptychovalva  (3)
- Pycnodytis  (2)
- Pyncostola  (40)
- Radionerva Janse, 1951 (1)
- Recurvaria  (35)
- Reichardtiella  (1)
- Rotundivalva  (1)
- Sarotorna  (2)
- Satrapodoxa  (1)
- Sattleria  (11)
- Scindalmota  (1)
- Sclerocecis  (1)
- Sclerocopa  (1)
- Sclerograptis  (1)
- Sclerophantis  (1)
- Scodes  (1)
- Scrobipalpa  (288)
- Scrobipalpomima  (26)
- Scrobipalpopsis  (1)
- Scrobipalpula  (62)
- Scrobipalpuloides  (5)
- Scrobipalpulopsis  (1)
- Scrobitasta  (1)
- Scythostola  (1)
- Schemataspis  (5)
- Schematistis  (1)
- Schistophila  (2)
- Schistovalva Janse, 1960 (1)
- Schizovalva Janse, 1951 (49)
- Schmidtnielsenia  (1)
- Schneidereria  (3)
- Semnostoma  (4)
- Semocharista  (1)
- Semophylax  (2)
- Sicera  (1)
- Simoneura  (1)
- Sinoe  (1)
- Sitotroga  (5)
- Smenodoca  (1)
- Sophronia  (26)
- Sorotacta  (2)
- Spermanthrax  (1)
- Sphagiocrates  (2)
- Sphaleractis  (4)
- Sphenocrates  (2)
- Sphenogrypa  (1)
- Sriferia  (3)
- Stachyostoma  (1)
- Stagmaturgis  (1)
- Stegasta  (13)
- Stenolechia  (14)
- Stenolechiodes  (2)
- Stenovalva  (1)
- Steremniodes  (1)
- Stereodmeta  (1)
- Stereomita  (1)
- Sterrhostoma  (1)
- Stigmatoptera  (1)
- Stomopteryx  (73)
- Streniastis  (2)
- Strenophila  (1)
- Streyella  (4)
- Strobisia  (7)
- Symbatica  (2)
- Symbolistis  (2)
- Symmetrischema  (50)
- Symphanactis  (1)
- Synactias  (1)
- Syncathedra  (1)
- Syncopacma  (50)
- Syncratomorpha  (1)
- Syndesmica  (1)
- Syngelechia  (1)
- Syrmadaula  (1)
- Tabernillaia  (1)
- Tahla  (1)
- Tanycyttara  (1)
- Tecia  (9)
- Teleiodes  (32)
- Teleiopsis  (11)
- Telephata  (1)
- Telephila  (4)
- Telphusa  (59)
- Thaumaturgis  (1)
- Theatrocopia  (2)
- Theisoa  (4)
- Thiognatha  (2)
- Thiotricha  (95)
- Thriophora  (1)
- Thrypsigenes  (2)
- Thymosopha  (1)
- Tila  (2)
- Tildenia  (5)
- Tiranimia  (1)
- Tituacia  (1)
- Tornodoxa  (1)
- Tosca  (3)
- Toxotacma  (1)
- Trachyedra  (1)
- Tricerophora Janse, 1958 (9)
- Tricyanaula  (7)
- Tricyphistis  (1)
- Trichembola  (8)
- Trichotaphe  (38)
- Tritadelpha  (1)
- Trychnopalpa  (2)
- Trypanisma  (2)
- Trypherogenes  (1)
- Turcopalpa  (2)
- Tuta  (2)
- Untomia  (8)
- Vadenia  (1)
- Vladimirea  (13)
- Walshia Clemens, 1864 (4)
- Xenolechia  (8)
- Xystophora  (6)
- Zalithia  (3)
- Zelosyne  (2)
- Zizyphia  (2)